# Every Breath You Take
Every Breath You Take ist ein Lied der Band The Police aus dem Jahr 1983, das von Sting geschrieben wurde. Es erschien auf Synchronicity, dem letzten Studioalbum von The Police.

## Entstehungsgeschichte
Das Lied entstand in der Endphase von Stings Ehe mit Frances Tomelty. Es wurde im Hotel Goldeneye in  Oracabessa in Jamaika geschrieben. Der Liedtext erzählt von einer den Partner stets kontrollierenden Person: „Jeder Atemzug, jede Bewegung, jedes gebrochene Versprechen, auf Schritt und Tritt – ich beobachte dich!“
Sting zu Every Breath You Take:

„Ich wachte mitten in der Nacht mit diesem Refrain im Kopf auf, setzte mich ans Klavier und hatte das Lied in einer halben Stunde geschrieben. Die Melodie selbst ist gewöhnlich, eine Anhäufung von hunderten anderen, aber die Worte sind interessant. Es klingt wie ein tröstliches Liebeslied. Ich erkannte in dem Moment nicht, wie unheimlich das Lied ist. Ich glaube, ich dachte an Big Brother, Überwachung und Kontrolle.“

Laut Begleitbuch des Box-Sets Back to Mono von Phil Spector soll Every Breath You Take von dem Song Every Breath I Take, den Gene Pitney 1961 aufgenommen hat, beeinflusst sein. Die Texte haben Ähnlichkeiten, die ersten Zeilen erzählen eine kurze Geschichte über die Science-Fiction-Autorin Judith Merril mit dem Titel Whoever You Are. Der Refrain wurde inspiriert durch den Leo-Sayer-Song More Than I Can Say.
Im Jahr 2019 ermittelte die British Music Inc., dass das Lied mit zum damaligen Zeitpunkt über 15 Millionen Wiedergaben das meist gespielte Lied im Radio war. Es löste damit den Song You’ve Lost That Lovin’ Feelin’ der Righteous Brothers ab, der seit 1996 den Rekord hielt.

## Aufnahme und Veröffentlichung
Der Song war ein Titel der Police-LP Synchronicity, die zwischen Dezember 1982 und Februar 1983 in den AIR-Studios auf der karibischen Insel Montserrat aufgenommen wurde. Produzent war Hugh Padgham. Every Breath You Take ist der erste Titel auf Seite 2 der LP. Der Gitarrist Andy Summers spielte das charakteristische Gitarrenriff, die von Béla Bartók inspiriert war, in einer einzigen Aufnahme ein.
Insbesondere bei Every Breath You Take eskalierten die Streitigkeiten zwischen Sting und Schlagzeuger Stewart Copeland, sodass der Produzent Padgham schlichtend eingreifen musste. Das Overdubbing und die Endabmischung erfolgten im Studio Morin Heights in Quebec.
Der Song war einer von vier Titeln, die aus der LP als Single ausgekoppelt wurden. Every Breath You Take wurde am 20. Mai 1983 kurz vor der LP veröffentlicht (1. Juni 1983) und erreichte den ersten Rang sowohl der britischen als auch der US-Hitparade. Es war der einzige Millionenseller der Band. Auf der B-Seite war der Titel Murder by Numbers.
Das Musikvideo zum Lied wurde in Schwarzweißfotografie gedreht, Regie führten Godley & Creme.

## Kommerzieller Erfolg

### Chartplatzierungen
| ChartsChartplatzierungen       | Höchstplatzierung | Wochen |
| ------------------------------ | ----------------- | ------ |
| Deutschland (GfK)              | 8 (25 Wo.)        | 25     |
| Österreich (Ö3)                | 8 (23 Wo.)        | 23     |
| Schweiz (IFPI)                 | 6 (32 Wo.)        | 32     |
| Vereinigte Staaten (Billboard) | 1 (22 Wo.)        | 22     |
| Vereinigtes Königreich (OCC)   | 1 (11 Wo.)        | 11     |

| ChartsJahrescharts (1983)      | Platzierung |
| ------------------------------ | ----------- |
| Deutschland (GfK)              | 38          |
| Vereinigte Staaten (Billboard) | 1           |
| Vereinigtes Königreich (OCC)   | 16          |

### Auszeichnungen für Musikverkäufe
| Land/Region                  | Auszeichnungen für Musikverkäufe (Land/Region, Auszeichnung, Verkäufe) | Verkäufe  |
| ---------------------------- | ---------------------------------------------------------------------- | --------- |
| Brasilien (PMB)              | Gold                                                                   | 30.000    |
| Dänemark (IFPI)              | 2× Platin                                                              | 180.000   |
| Deutschland (BVMI)           | 3× Gold                                                                | 900.000   |
| Griechenland (IFPI)          | 2× Platin                                                              | 40.000    |
| Italien (FIMI)               | 4× Platin                                                              | 400.000   |
| Neuseeland (RMNZ)            | 6× Platin                                                              | 180.000   |
| Portugal (AFP)               | 5× Platin                                                              | 50.000    |
| Spanien (Promusicae)         | 6× Platin                                                              | 360.000   |
| Vereinigte Staaten (RIAA)    | Gold                                                                   | 1.000.000 |
| Vereinigtes Königreich (BPI) | 3× Platin                                                              | 1.800.000 |
| Insgesamt                    | 3× Gold · 29× Platin ·                                                 | 4.920.000 |

Hauptartikel: The Police/Auszeichnungen für Musikverkäufe

## Coverversionen
- 1984: Sir Douglas Quintet
- 1984: Weird Al Yankovic (Polka Your Eyes Out (Polkas On 45))
- 1985: Sacha Distel
- 1986: The Shadows
- 1992: Sting
- 1994: Tammy Wynette feat. Sting
- 1994: London Symphony Orchestra
- 1996: Shirley Bassey
- 1997: Gloria Gaynor
- 1997: Jack Jones
- 1997: Eläkeläiset (Humppaleski 45)
- 1998: Chris Minh Doky
- 1999: Melanie Safka
- 1999: Millencolin
- 2000: Royal Philharmonic Orchestra
- 2000: Juliana Hatfield
- 2001: Bart Kaëll feat. Vanessa Chinitor
- 2001: Vonda Shepard feat. Robert Downey Jr. & Sting
- 2002: Otto Waalkes (Du nervst mich so)
- 2002: Scala & Kolacny Brothers
- 2003: Fame Academy feat. Christopher Komm
- 2004: UB40
- 2005: Karen Souza
- 2006: Mark ’Oh (Let It Out (Shout Shout Shout))
- 2009: DJ Antoine (Every Breath)
- 2012: Singer Pur
- 2012: Thelma Aoyama feat. Brian McKnight
- 2014: Denmark + Winter
- 2017: Jaden Bojsen
- 2023: Dolly Parton

Chartplatzierungen
| ChartsChartplatzierungen | Höchstplatzierung | Wochen |
| ------------------------ | ----------------- | ------ |
| Deutschland (GfK)        | 27 (7 Wo.)        | 7      |
| Österreich (Ö3)          | 37 (4 Wo.)        | 4      |

| ChartsChartplatzierungen | Höchstplatzierung | Wochen |
| ------------------------ | ----------------- | ------ |
| Österreich (Ö3)          | 22 (5 Wo.)        | 5      |
| Schweiz (IFPI)           | 10 (4 Wo.)        | 4      |

| ChartsChartplatzierungen | Höchstplatzierung | Wochen |
| ------------------------ | ----------------- | ------ |
| Schweiz (IFPI)           | 43 (1 Wo.)        | 1      |

| ChartsChartplatzierungen       | Höchstplatzierung | Wochen |
| ------------------------------ | ----------------- | ------ |
| Vereinigte Staaten (Billboard) | 1 (28 Wo.)        | 28     |

## Nutzung als Sample
Die Grundmelodie von Every Breath You Take wurde in zahlreichen Liedern gesampelt. Das bekannteste Beispiel ist I’ll Be Missing You, welches 1997 Platz eins in zahlreichen Ländern erreichte.
- 1997: Puff Daddy & Faith Evans feat. 112 (I’ll Be Missing You)
- 2005: Karmah (Just Be Good to Me)